# Königheim

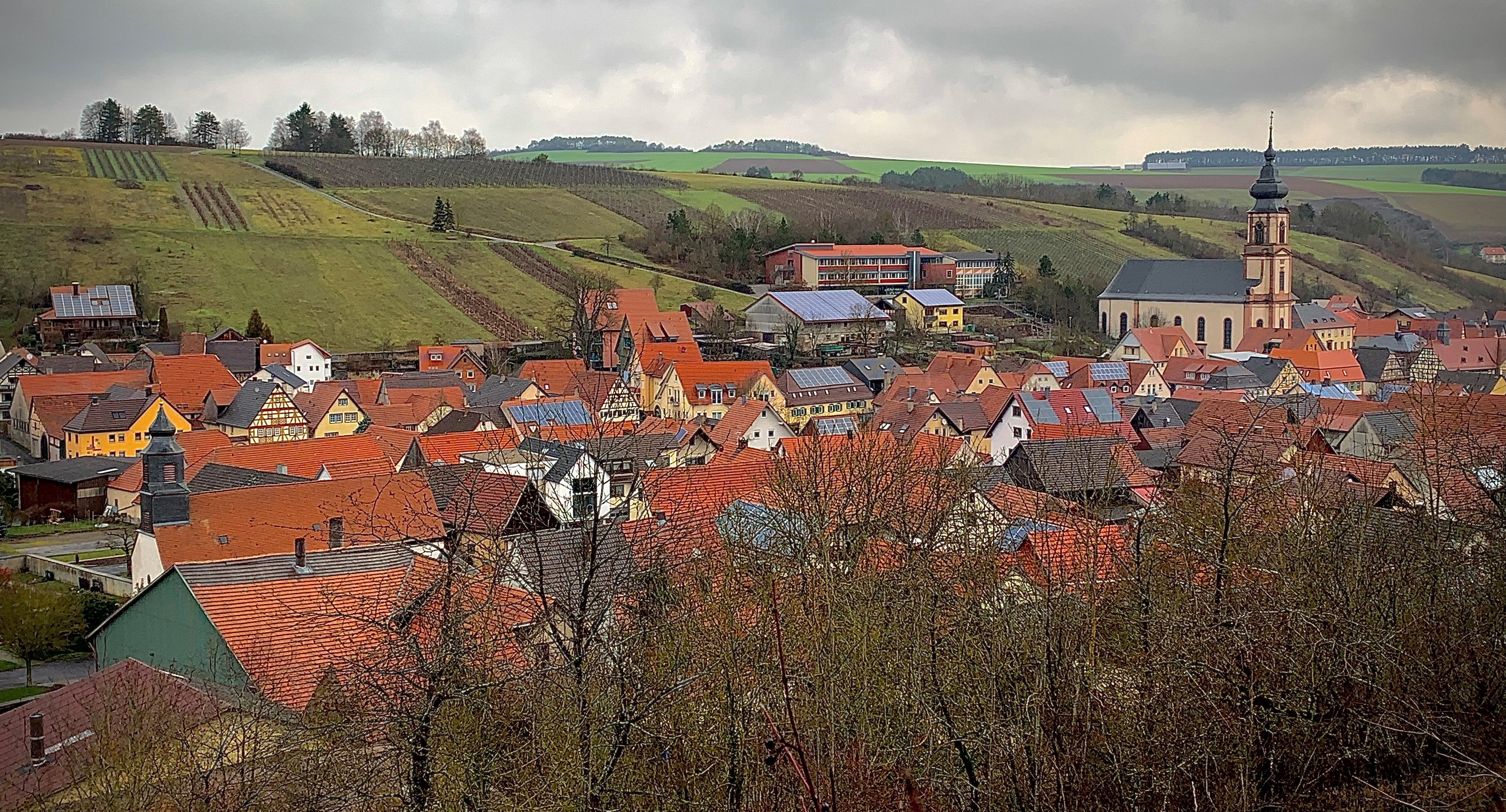
Blick auf Königheim

Der Weinort Königheim (ⓘ) ist eine Gemeinde in Tauberfranken, gelegen im Main-Tauber-Kreis im fränkisch geprägten Nordosten Baden-Württembergs.

## Geographie

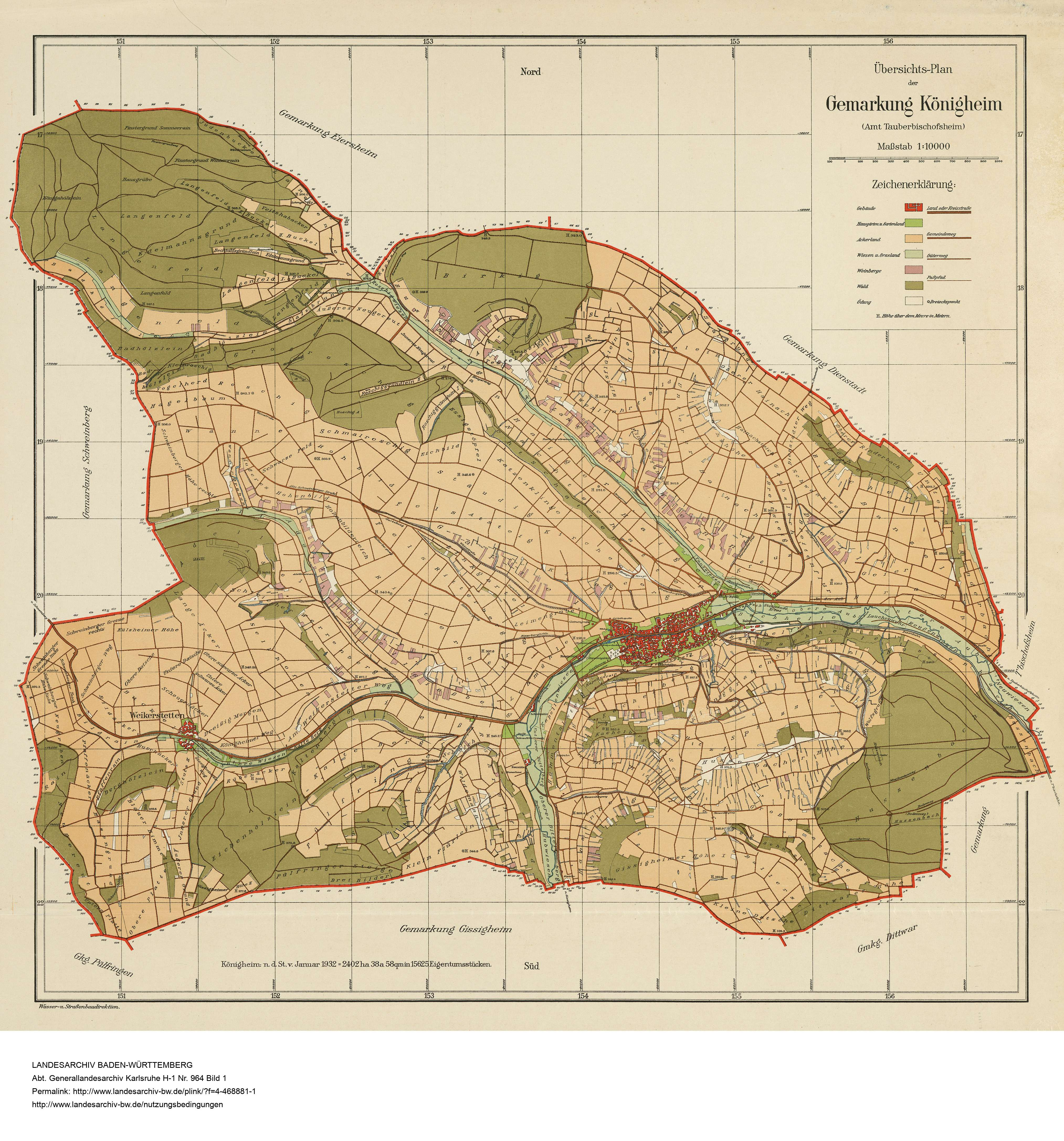
Gemarkung des Hauptortes Königheim, 1932

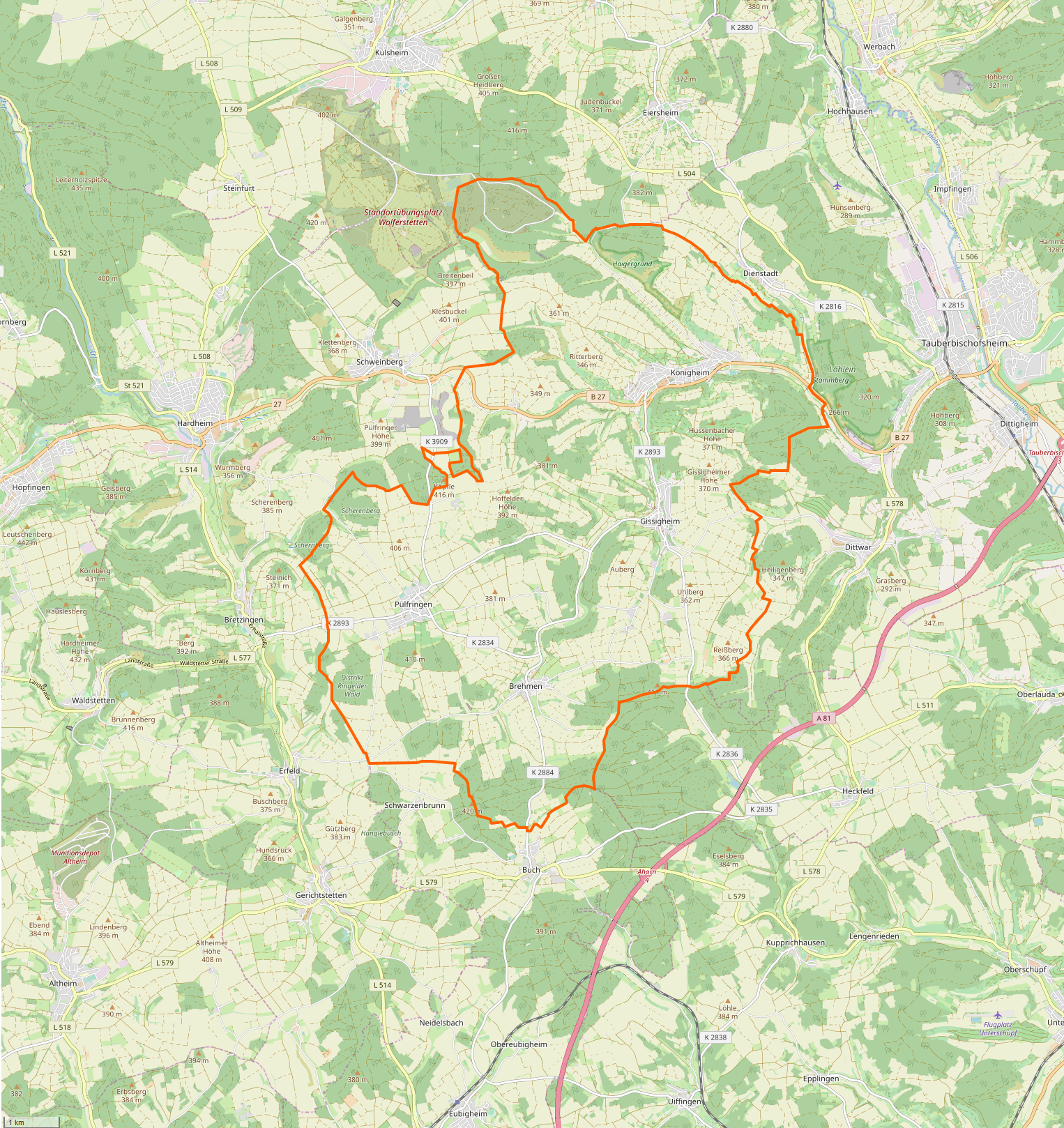
Gemarkung und Lage der Gemeinde Königheim

### Geographische Lage
Die Gemeinde liegt circa sechs Kilometer westlich von Tauberbischofsheim im Einzugsgebiet des circa 18 Kilometer langen Brehmbachs. Vor dessen Hochwasser wird Königheim seit 2020 vom Hochwasserrückhaltebecken Königheim geschützt.

### Gemeindegliederung
Zur Gemeinde Königheim gehören neben dem Hauptort Königheim die ehemals selbstständigen Gemeinden und heutigen Ortsteile Brehmen, Gissigheim und Pülfringen.
- Zur ehemaligen Gemeinde Brehmen gehört das Dorf Brehmen (⊙)[4] sowie die abgegangene Ortschaft Bürgel.[5]
- Zur ehemaligen Gemeinde Gissigheim gehören das Dorf Gissigheim (⊙),[6] der Weiler Hof Esselbrunn (⊙),[7] die Badholz-Siedlung (⊙),[8] die Ried-Siedlung (⊙),[9] die Schwarzfeld-Siedlung (⊙)[10] und die Wohnplätze Kettenmühle (⊙),[11] Öl- und Sägmühle (⊙),[12] Schneidmühle (⊙)[13] und Untere Mühle (⊙).[14]
- Zur Gemeinde Königheim in den Grenzen vom 31. Dezember 1971 gehören das Dorf Königheim (⊙)[15] und der Weiler Weikerstetten (⊙)[16] sowie die abgegangene Ortschaft Langenfeld.[17]
- Zur ehemaligen Gemeinde Pülfringen gehören das Dorf Pülfringen (⊙),[18] die Haid-Siedlung (⊙)[19] und die Weiler Hof Birkenfeld (⊙)[20] und Hoffeld (⊙).[21]

### Schutzgebiete
In Königheim gibt es ein Europäisches Vogelschutzgebiet, ein Landschafts-, vier Naturschutz- und ein Wasserschutzgebiet:
- Europäisches Vogelschutzgebiet Heiden und Wälder Tauberland (Schutzgebietskennung DE-6323-441); seit 2007.[23]
- Landschaftsschutzgebiet Königheim: 773,0 ha; Gemarkung Königheim; seit 1981.
- Naturschutzgebiet Adell: 18,2 ha; Gemeinde Königheim, Gemarkung Königheim
- Naturschutzgebiet Dörre Wieslein: 2,5 ha; Gemeinde Königheim, Gemarkungen Pülfringen und Brehmen
- Naturschutzgebiet Haigergrund: 59,4 ha; Gemeinde Königheim, Gemarkung Königheim
- Naturschutzgebiet Langenfeld: 36,2 ha; Gemeinde Königheim, Gemarkung Königheim
- Wasserschutzgebiet Dittwar/Königheim/Gissigheim/Heckfeld/Oberlauda (WSG-Nr. 128208); 5986,90 ha; seit dem 22. Juli 1994.[24] Es ist damit eines der größten Wasserschutzgebiete im Main-Tauber-Kreis.

Die FFH-Gebiete Nordwestliches Tauberland und Brehmbach und Westlicher Taubergrund liegen teilweise auf der Gemarkung von Königheim. Daneben gibt es auf dem Gebiet der Gemeinde Königheim insgesamt 14 als Naturdenkmal geschützte Objekte.
Daneben liegt noch ein Teil des Wasserschutzgebiets Dittwar/Königheim/Gissigheim/Heckfeld/Oberlauda mit der WSG-Nr. 128208 und einer Gesamtfläche von 5.992,32 Hektar in den Gemarkungen des Hauptortes Königheim sowie des Ortsteils Gissigheim.

### Flächenaufteilung
Nach Daten des Statistischen Landesamtes, Stand 2014.

## Geschichte

### Geschichte der Gemeinde Königheim

#### Mittelalter
Königheim wurde 1149 erstmals bei einem Gütertausch zwischen König Heinrich VI. und dessen Bruder Friedrich mit Markward von Grumbach urkundlich erwähnt. Während der Ära der Stammesherzogtümer gehörte der Ort zum Herzogtum Franken. 1422 erhielt die Gemeinde das Marktrecht.
Die in Kirchennähe gestandene Burg Königheim wird 1329 urkundlich erwähnt, als die Besitzer, die Grafen von Wertheim, die Burg dem böhmischen König Johann zu Lehen antrugen. Das huse zu Kennecken, Königheim hieß ursprünglich Kannenheim, existierte sicher schon seit dem Beginn des 13. Jahrhunderts. 1209 ist erstmals Ortsadel als Herren zu Kennenkeym bekannt. 1453 ist die Burg im Lehensbuch der Grafschaft Wertheim noch erwähnt, 1486 wird der Turm der Kirche als burch thurn genannt. Burg und Kirche fielen 1540 einem Feuer zum Opfer. Vermutlich ist danach die Kirche als Wehrkirche mit Gaden wiederaufgebaut wurden, die 1635 in den Verheerungen des Dreißigjährigen Krieges abermals niedergebrannt wurde. Von der Burg finden sich danach keine Nachrichten mehr.

#### Neuzeit

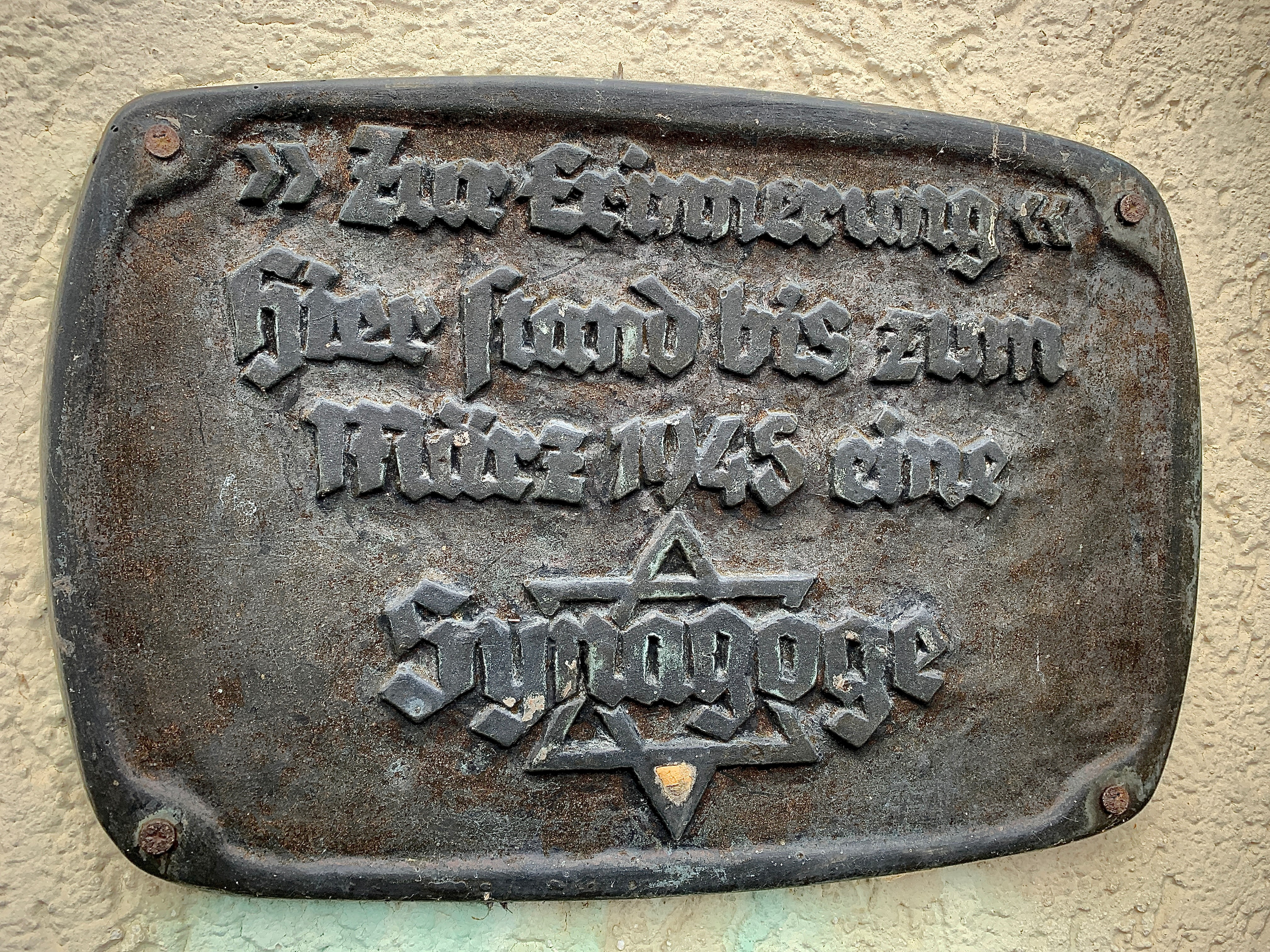
Gedenktafel zur Zerstörung der Synagoge

Bis 1585 gehörte Königheim zum Hochstift Würzburg, das es in diesem Jahr an Kurmainz übertrug. Im Rahmen der Säkularisation aufgrund des Reichsdeputationshauptschlusses fiel der Ort zunächst 1803 an das Fürstentum Leiningen und dann durch die Rheinbundakte 1806 an das Großherzogtum Baden. Dort gehörte Königheim zunächst zum Bezirksamt Tauberbischofsheim, aus dem 1938 der gleichnamige Landkreis entstand. Als dieser 1973 aufgelöst wurde, fiel Königheim an den neugebildeten Tauberkreis, der ein Jahr später in Main-Tauber-Kreis umbenannt wurde.
Beim Novemberpogrom 1938 wurde die Synagoge der Jüdischen Gemeinde von SA-Männern geschändet; die Kultgegenstände wurden auf dem Sternplatz öffentlich verbrannt. Eine Gedenktafel am Postgebäude in der Münzgasse 2 erinnert an dieses Geschehen.

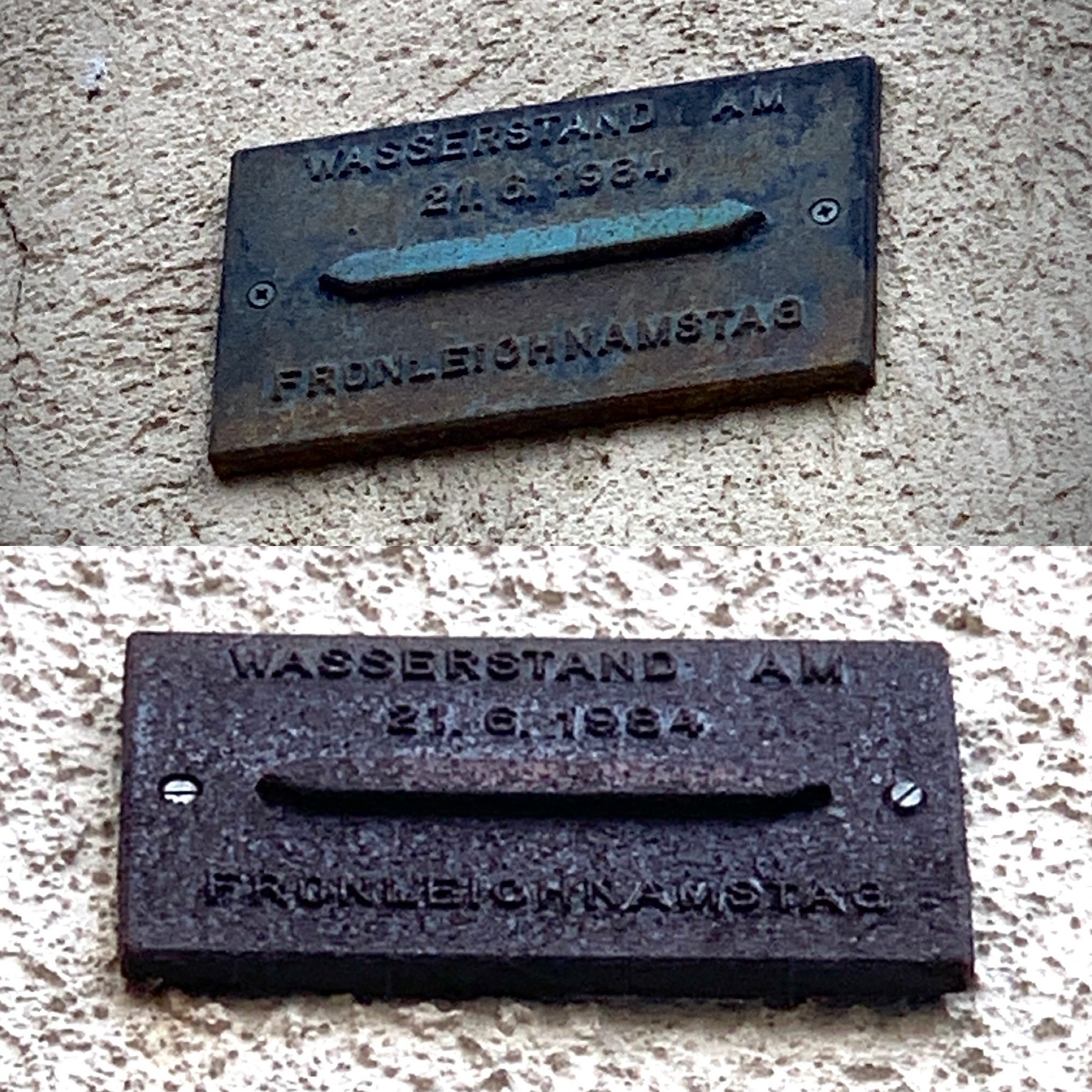
Hochwassermarken im Ortskern

Fronleichnamsflut: Am 21. Juni 1984 wurde Königheim nach schweren Regenfällen, die die Brehmbach zum Überlaufen brachten, schwer in Mitleidenschaft gezogen. Der Regen setzte gegen Nachmittag ein; bereits eine halbe Stunde später lief das Rückhaltebecken Gissigheim mit etwa 54 m³/s über. Das Hochwasser erreichte gegen 17 Uhr mit einem Durchfluss von etwa 100 bis 120 m³/s seinen Höchststand; daraufhin wurde vom Landratsamt Katastrophenalarm ausgelöst. Im Einsatz waren Bundeswehr, DLRG, Feuerwehren und Technisches Hilfswerk. Die Überschwemmung verursachte Schäden in Höhe von rund 39 Mio. Euro; es gab neun Verletzte, 30 zerstörte und 130 beschädigte Gebäude sowie 80 beschädigte Fahrzeuge. 55 Stück Großvieh sowie 700 Schweine verendeten.

#### Eingemeindungen
- 1. Januar 1972: Gissigheim, Brehmen[28]
- 31. Dezember 1973: Pülfringen[29]

### Königheims Ortsteile und ihre Geschichte

#### Brehmen
Brehmen wurde erstmals 1239 urkundlich erwähnt. Es gehörte zunächst zu Boxberg. Über die Herren von Rosenberg und die Grafen von Hatzfeld kam der Ort 1730 zur Grafschaft Löwenstein-Wertheim, der es bis 1806 zugehörte. Die Bestimmungen der Rheinbundakte führten dann zur Zugehörigkeit zum Großherzogtum Baden.

#### Gissigheim
Die erste urkundliche Erwähnung fand Gissigheim 1013 in einer Urkunde des Klosters Amorbach. Eine Keltenschanze im Grenzbereich der Ortsteile Brehmen und Gissigheim weist jedoch auf eine Besiedelung bereits in vorchristlicher Zeit hin. Nach verschiedenen anderen Grundherren gehörte der Ort im 18. Jahrhundert den Reichsfreiherren von Bettendorff, bevor er 1806 an das Großherzogtum Baden fiel.

#### Pülfringen
Bereits 788 wurde Pülfringen im Lorscher Codex erstmals urkundlich erwähnt. Es ist damit der älteste der heutigen Teilorte. Ab etwa 1050 unterstand es dem Ortsadel der Ritter von Bilversheim bzw. Pülfringen, über die es an das Hochstift Würzburg kam. Eine bemerkenswerte Karriere für dieses Ministerialengeschlecht gelang Heinrich I. von Bilversheim durch die Wahl zum Bischof von Bamberg (1242–1257). Von 1287 bis 1597 unterstand Pülfringen den Grafen von Wertheim und fiel danach an Würzburg zurück. Im Rahmen der Säkularisation kam der Ort 1803 an das Fürstentum Leiningen und schließlich 1806 an das Großherzogtum Baden.

#### Weikerstetten
Die zu Königheim gehörende Kleinsiedlung Weikerstetten, an der B 27 gelegen, hat etwa 50 Einwohner, von denen ein Großteil Landwirtschaft betreibt. In der Mitte der Wohnsiedlung befindet sich eine kleine Kapelle, in der regelmäßig Gottesdienste abgehalten werden.

### Einwohnerentwicklung

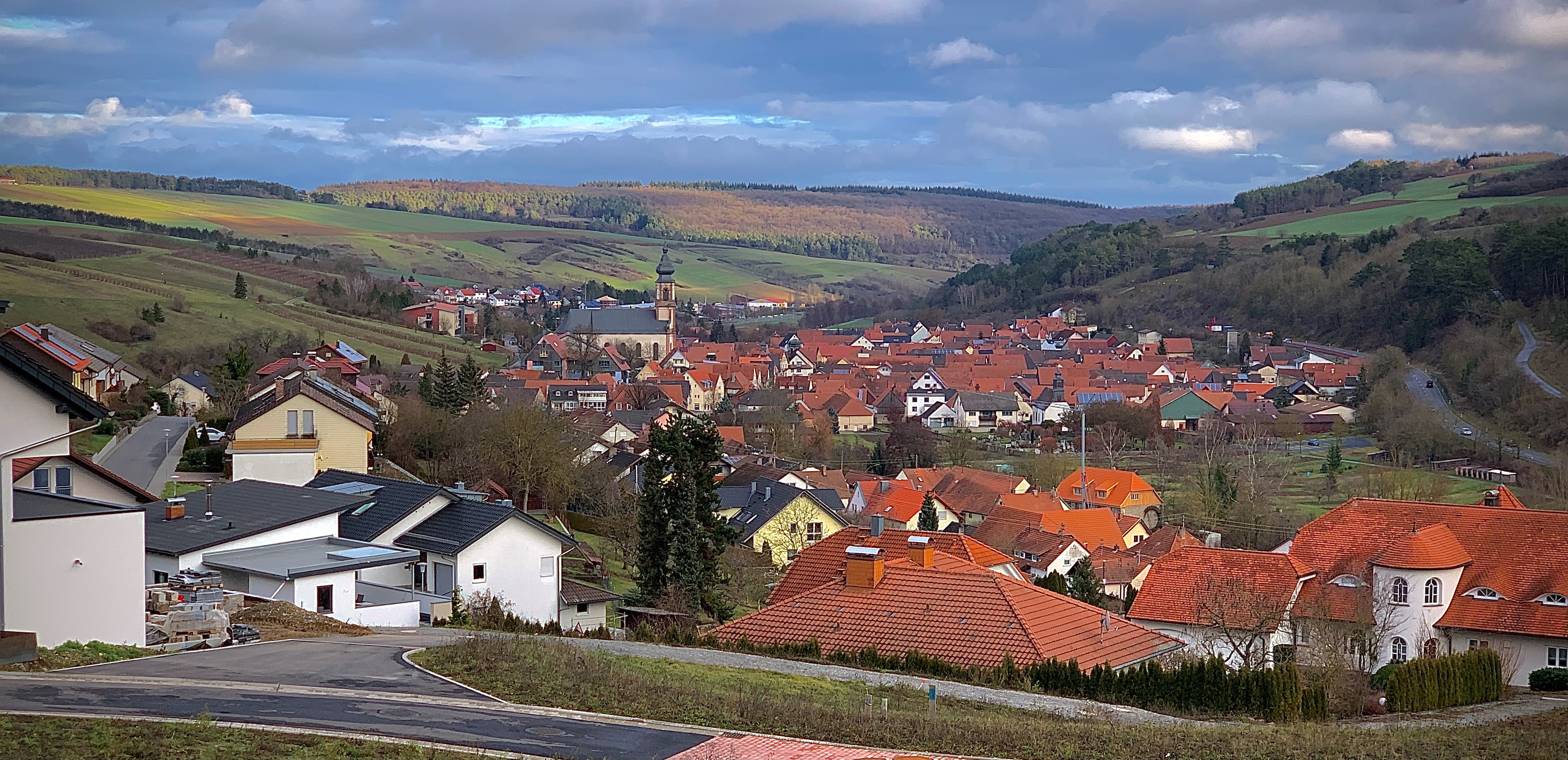
Blick vom Ritterberg auf Königheim

| Jahr | Gesamt |
| ---- | ------ |
| 1961 | 3586   |
| 1970 | 3043   |
| 1991 | 3438   |
| 1995 | 3466   |
| 2000 | 3362   |
| 2005 | 3290   |
| 2010 | 3153   |
| 2015 | 3035   |
| 2020 | 2977   |

## Religion

### Christentum
Die Einwohner des Ortsteils Königheim sind überwiegend, die der Ortsteile Gissigheim und Pülfringen fast ausschließlich römisch-katholisch, während die Brehmer überwiegend evangelisch sind. Die katholischen Kirchen der Gemeinde gehören zur Seelsorgeeinheit Königheim im Dekanat Tauberbischofsheim des Erzbistums Freiburg.
Da es in der Gemeinde Königheim keine evangelische Kirche gibt, besuchen die evangelischen Gottesdienstteilnehmer die evangelische Christuskirche in Tauberbischofsheim.

### Judentum

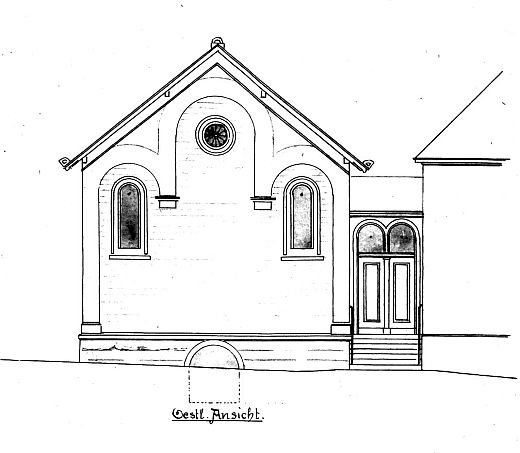
Pläne der ehemaligen Synagoge Königheim (Außenansicht)

#### Jüdische Gemeinde Gissigheim
In Gissigheim bestand eine jüdische Gemeinde vom 16./17. Jahrhundert bis 1894.

#### Jüdische Gemeinde Königheim
Die jüdische Gemeinde Königheim bestand ab dem Mittelalter bis 1940.

## Politik

### Bürgermeister
Bis 1806 standen an der Spitze der Gemeinde Königheim jeweils ein Rats- und ein gemeiner Bürgermeister (im 15. Jahrhundert auch als Heimburgen bezeichnet) sowie ein Schultheiß. Im Großherzogtum Baden führten die Gemeindeoberhäupter zunächst den Titel Vogt und ab 1831 Bürgermeister.
Seit 2024 ist Ralf Dörr Bürgermeister. Er wurde am 22. September 2024 mit 50,9 Prozent der Stimmen gewählt; Amtsinhaber Krug erhielt 48,9 Prozent der Stimmen.
Siehe auch: Liste der Bürgermeister der Gemeinde Königheim

### Gemeinderat
In Königsheim wird der Gemeinderat nach dem Verfahren der unechten Teilortswahl gewählt. Dabei kann sich die Zahl der Gemeinderäte durch Überhangmandate (Ausgleichssitze) verändern. Der Gemeinderat in Königsheim hat seit der letzten Wahl 12 Mitglieder, bis 2019 waren es 16 Gemeinderäte. Er besteht aus den gewählten ehrenamtlichen Gemeinderäten und dem Bürgermeister als Vorsitzendem. Der Bürgermeister ist im Gemeinderat stimmberechtigt.
Die Kommunalwahl am 9. Juni 2024 führte zu folgendem Ergebnis.
| Parteien und Wählergemeinschaften | Parteien und Wählergemeinschaften           | % 2024  | Sitze 2024 | % 2019 | Sitze 2019 | Kommunalwahl 2024 %6050403020100 59,62 %40,38 % BLCDUGewinne/Verlusteim Vergleich zu 2019 %p 8 6 4 2 0 −2 −4 −6 −8−7,48 %p+7,48 %pBLCDU |
| BL                                | Bürgerliste                                 | 59,62   | 7          | 67,1   | 11         | Kommunalwahl 2024 %6050403020100 59,62 %40,38 % BLCDUGewinne/Verlusteim Vergleich zu 2019 %p 8 6 4 2 0 −2 −4 −6 −8−7,48 %p+7,48 %pBLCDU |
| CDU                               | Christlich Demokratische Union Deutschlands | 40,38   | 5          | 32,9   | 6          | Kommunalwahl 2024 %6050403020100 59,62 %40,38 % BLCDUGewinne/Verlusteim Vergleich zu 2019 %p 8 6 4 2 0 −2 −4 −6 −8−7,48 %p+7,48 %pBLCDU |
| gesamt                            | gesamt                                      | 100,0   | 12         | 100,0  | 17         | Kommunalwahl 2024 %6050403020100 59,62 %40,38 % BLCDUGewinne/Verlusteim Vergleich zu 2019 %p 8 6 4 2 0 −2 −4 −6 −8−7,48 %p+7,48 %pBLCDU |
| Wahlbeteiligung                   | Wahlbeteiligung                             | 73,31 % | 73,31 %    | 75,8 % | 75,8 %     | Kommunalwahl 2024 %6050403020100 59,62 %40,38 % BLCDUGewinne/Verlusteim Vergleich zu 2019 %p 8 6 4 2 0 −2 −4 −6 −8−7,48 %p+7,48 %pBLCDU |

### Wappen
Das Wappen der Gemeinde Königheim zeigt eine goldene Kanne auf rotem Grund, die auf „Kannenheim“ als früheren Namen Königheims zurückgeht. Ein im 18. Jahrhundert in Abdrücken belegtes Dorfsiegel zeigt im Schild ein henkelloses Kännchen, das als eine in Bezug auf die mundartliche Form des Ortsnamens (Kennichen) „redende“ Wappenfigur gedeutet wird. Schon 1499 erschien das Wappen auf dem Bogen des Ölbergs von Tilman Riemenschneider. Zudem ist das Kännchen auf dem 1707 erweiterten Rathaus angebracht. Die vom Generallandesarchiv Karlsruhe vorgeschlagenen Wappenfarben wurden vom Gemeinderat im Juli 1901 angenommen. Die Flagge wurde vom Landratsamt am 8. Dezember 1980 verliehen.

### Gemeindepartnerschaften
Seit 1971 verbindet Königheim eine Gemeindepartnerschaft mit den Gemeinden Scheifling und Sankt Lorenzen in der Steiermark.

### Verwaltungsgemeinschaft
Die Gemeinde Königheim bildet mit der Stadt Tauberbischofsheim sowie den Gemeinden Großrinderfeld und Werbach zur gemeinsamen Erledigung ihrer Verwaltungsgeschäfte die vereinbarte Verwaltungsgemeinschaft Tauberbischofsheim.

## Kultur und Sehenswürdigkeiten

### Bauwerke

#### Pfarrkirche St. Martin Königheim

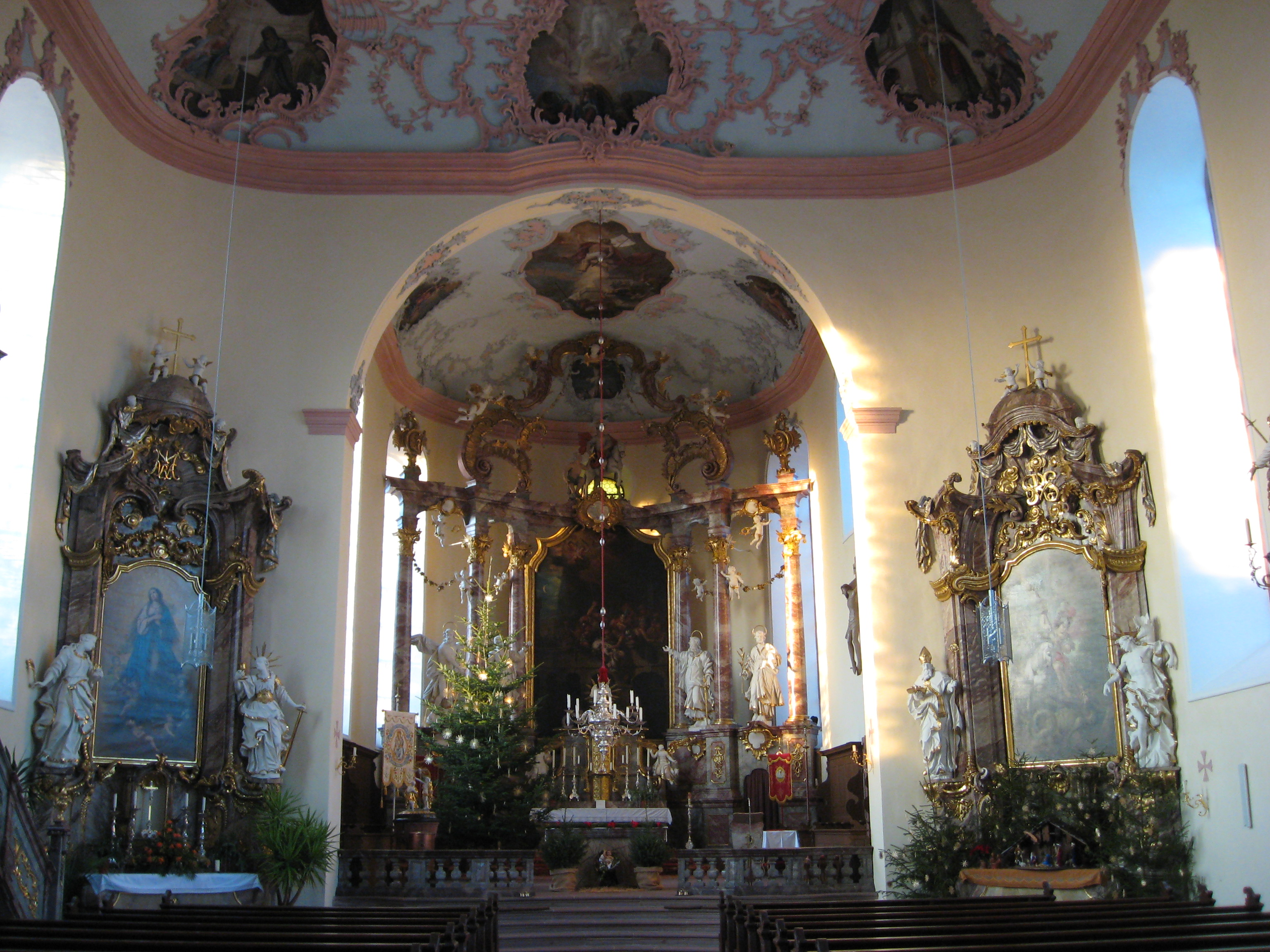
Barockkirche St. Martin

In der Ortsmitte von Königheim steht die Barockkirche St. Martin.

#### Pfarrkirche St. Peter und Paul Gissigheim
Die katholische Pfarrkirche St. Peter und Paul von 1842 befindet sich in der Gissigheimer Ortsmitte.

#### Kilianskirchen in Pülfringen und Brehmen
In der Ortsmitte von Pülfringen befindet sich die im Jahre 1846 erstmals erwähnte römisch-katholische Pfarrkirche St. Kilian.
Die Kirche St. Kilian in Brehmen war seit 1756 eine Filiale der gleichnamigen Kilianskirche in Pülfringen. Heute ist sie eine Filiale der Königheimer Martinskirche.

#### Kreuzweg am Kachelberg

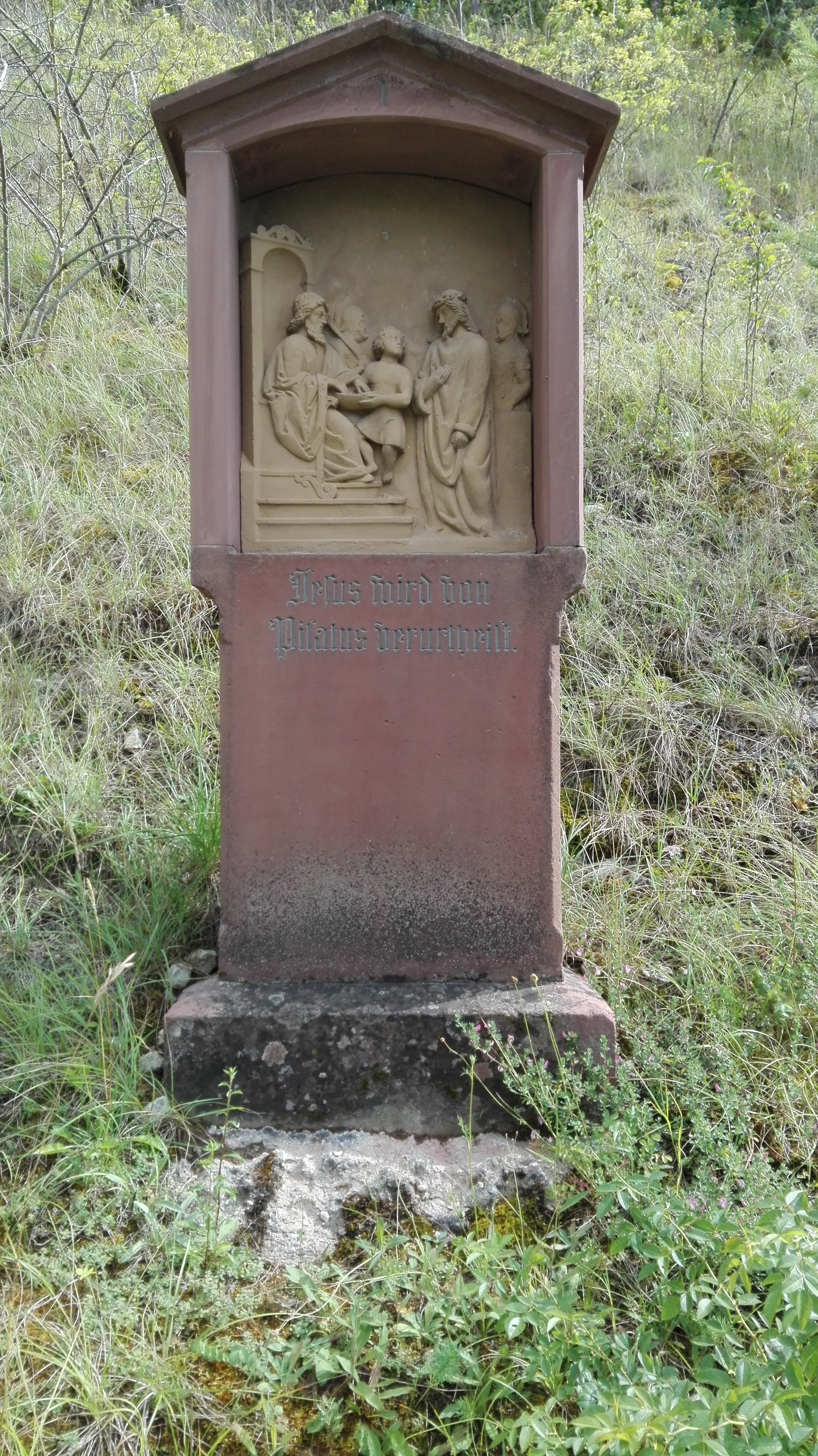
Kreuzweg am Königheimer Kachelberg

Auf den Königheimer Kachelberg führt ein Kreuzweg mit vierzehn Stationen.

#### Bettendorfsches Schloss
Das Bettendorfsche Schloss ist ein im 16. Jahrhundert in Gissigheim erbautes Barockschloss.

#### Weitere Kapellen
Haigerkapelle
Die 1740 erbaute Haigerkapelle befindet sich in Königheim, am Anfang des Haigertals.
Schutzengelkapelle
Mit der Schutzengelkapelle steht eine 1712 erbaute barocke Kapelle in Gissigheim.
Laurentiuskapelle
Eine Laurentiuskapelle von 1737 befindet sich in Hof Esselbrunn.

#### Fachwerkhäuser

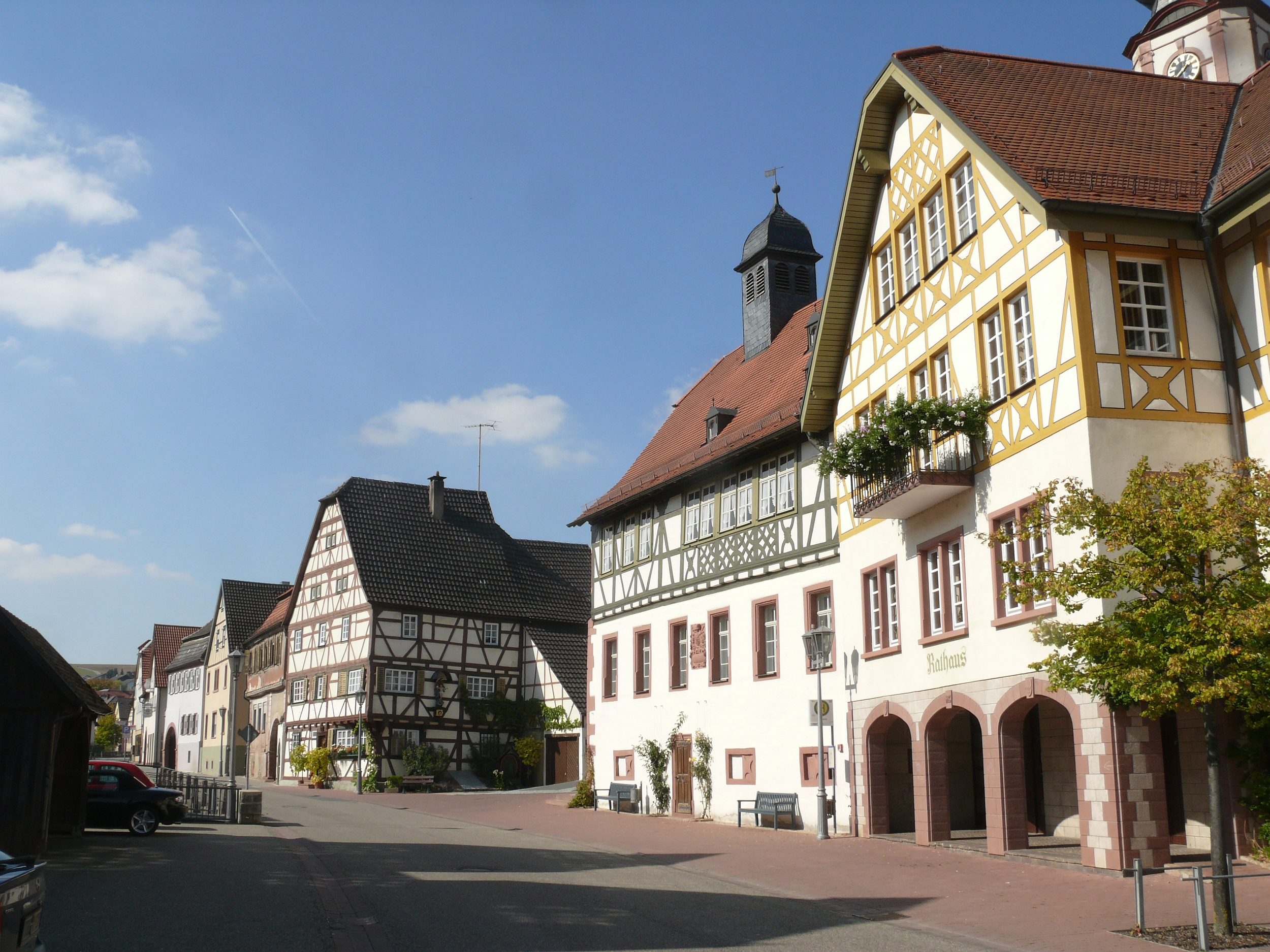
Fachwerkhäuser in Königheim (2008)

Im Ortskern von Königheim befinden sich mehrere historische Fachwerkhäuser.

#### Bildstöcke und Steinkreuze
Auf der Gemarkung finden sich viele Steinkreuze und Bildstöcke, viele davon aus dem Barock.

#### Friedhöfe
Der Friedhof von Gissigheim ist von einer Mauer aus der Barockzeit umfasst. In Gissigheim sowie in Königheim befindet sich jeweils ein jüdischer Friedhof.

### Kulinarische Spezialitäten
In Königheim sind seit dem 18. Jahrhundert Hippen belegt, eine Waffelart.

### Bücherzelle
In einer alten Telefonzelle in der Königheimer Münzgasse wurde 2018 ein öffentlicher Bücherschrank eingerichtet. Die „Bücherzelle“ soll Leseratten als Tauschbörse dienen. Die Bücherzelle befindet sich auf einem privaten Anwesen und wurde mit Hilfe einer Spende des Fördervereins Mehrgenerationenspielplatz Königheim errichtet.

### Naherholung
Im Ortsteil Gissigheim wurde im Jahre 2009 eine Kneipp-Anlage im Rahmen einer 72-Stunden-Aktion von 27 Jugendlichen des Dorfes am Roßbrunn, einem Platz inmitten von Wald und Wiesen gelegen, errichtet.

### Regelmäßige Veranstaltungen
(jeweils jährlich)
- Weinblütenfest im Ortskern
- Weihnachtsmarkt an der Brehmbachtalhalle

## Wirtschaft und Infrastruktur
Königheim ist ein Weinbauort mit ca. 100 Hektar Rebfläche.

### Verkehr

#### Eisenbahn
Seit 1914 war Königheim durch eine Bahnstrecke nach Tauberbischofsheim an das überregionale Schienennetz angebunden. Die Strecke wurde 1968 stillgelegt. Ein geplanter Anschluss von Königheim bis zur Bahnstrecke Walldürn–Hardheim wurde nie fertiggestellt.

#### Radverkehr
Durch eine Alltagsroute aus dem Radnetz Baden-Württemberg ist Königheim mit Tauberbischofsheim und über Hardheim, Höpfingen und Walldürn mit Buchen (Odenwald) verbunden. 
Der in Tauberbischofsheim beginnende Landes-Radfernweg Odenwald-Madonnen-Weg führt über Königheim, Walldürn, Mosbach, Eberbach und Heidelberg bis nach Speyer. Auch der Brehmbachtalradweg führt über Bahnhof Dittwar bis nach Tauberbischofsheim, wo ein Anschluss an den Taubertalradweg besteht.  
Daneben liegt Königheim am Radweg Liebliches Taubertal – der Sportive.

#### Wanderwege
Der etwa 180 km lange Jakobsweg Main-Taubertal führt durch Königheim.
Der neunte Rundwanderweg im Lieblichen Taubertal (LT9) mit der Bezeichnung Über das Hohe Bild zur Schutzengelkapelle führt von Königheim über Weikerstetten und Gissigheim zur Schutzengelkapelle und zurück.
Der Wanderweg LTM-4 „Kreuzweg, Kirchen und Kapellen“ führt auf einer rund 13 Kilometer langen Route durch größere Waldgebiete und offene Feldlagen mit Ausblicken ins Taubertal und auf die Höhen links und rechts der Tauber von Königheim nach Großrinderfeld.

### Bildung
Mit der Kirchbergschule im Hauptort verfügt Königheim über eine Grundschule. Es gibt einen gemeindlichen und zwei römisch-katholische Kindergärten.

### Energie
- Windpark Pülfringen mit 7 Windkraftanlagen vom Typ AN Bonus 1,3 MW / 62 mit 80 m Nabenhöhe, 62 m Rotordurchmesser und 1,3 MW-Leistung (Inbetriebnahme: 2002)[54]